# 密爾沃基市政廳
密爾沃基市政廳（英語：Milwaukee City Hall）是美國威斯康星州城市密爾沃基的市政府大廈，竣工於1895年，是當時美國最高的可居住建築。鐘樓高108米，是當時美國第二高建築，僅次於華盛頓紀念碑。直到1973年威斯康辛第一中心竣工之前，密爾沃基市政廳都是密爾沃基最高的建築。

## 外部連結
- A brief history of Milwaukee and City Hall（页面存档备份，存于）
- City Hall Restoration Project
- Fixing City Hall won't come easy
- National Historic Landmark nomination (PDF)
- Emporis page（页面存档备份，存于）